# Пакистан на літніх Олімпійських іграх 1964
Пакистан брав участь у Літніх Олімпійських іграх 1964 року у Токіо (Японія) уп'яте за свою історію, і завоював одну срібну медаль.

## Медалісти
| Медаль               | Спортсмен | Вид спорту     | Дисципліна        |
| -------------------- | --- | -------------- | ----------------- |
| Бронза               | Збірна Пакистану з хокею на траві \| Мунір Дар \| Мансур Хуссейн Атиф \| \| Саїд Анвар \| Анвар Ахмед Хан \| \| Абдул Рашид \| Халід Махмуд \| \| Хаваджи Зака-уд-Дін \| Хуршид Азам \| \| Мухаммед Асад Малик \| Мотулла \| \| Абдул Хамід \| Тарік Азіз \| \| Зафар Хаят \| Тарік Ніязі \| \| Мухаммед Афзал Манна \| Наваз Хізар Баджва \| | Хокей на траві | Чоловіки </ span> |
| Мунір Дар            | Мансур Хуссейн Атиф |                |                   |
| Саїд Анвар           | Анвар Ахмед Хан |                |                   |
| Абдул Рашид          | Халід Махмуд |                |                   |
| Хаваджи Зака-уд-Дін  | Хуршид Азам |                |                   |
| Мухаммед Асад Малик  | Мотулла |                |                   |
| Абдул Хамід          | Тарік Азіз |                |                   |
| Зафар Хаят           | Тарік Ніязі |                |                   |
| Мухаммед Афзал Манна | Наваз Хізар Баджва |                |                   |